# NGC 2926
NGC 2926 је спирална галаксија у сазвежђу Лав која се налази на NGC листи објеката дубоког неба.
Деклинација објекта је + 32° 50' 30" а ректасцензија 9h 37m 31,0s. Привидна величина (магнитуда) објекта NGC 2926 износи 13,6 а фотографска магнитуда 14,4. NGC 2926 је још познат и под ознакама UGC 5125, MCG 6-21-60, CGCG 181-71, KUG 0934+330, IRAS 09345+3304, PGC 27400.